# Union Sportive Monastirienne
O Union Sportive Monastirienne é um clube de futebol tunisiano com sede em Monastir (Tunísia). A equipe compete no Campeonato Tunisiano de Futebol.

## História
O clube foi fundado em 1923.
Em 2020 levantou o primeiro troféu de sua história ao derrotar o Esperance na final da Copa da Tunísia, o triunfo rendeu a eles uma vaga na Copa das Confederações CAF 2021.

## Títulos
| NACIONAIS | NACIONAIS            | NACIONAIS | NACIONAIS  |
|           | Competição           | Títulos   | Temporadas |
| --------- | -------------------- | --------- | ---------- |
| Tunísia   | Copa da Tunisia      | 1         | 2020.      |
| Tunísia   | Supercopa da Tunísia | 1         | 2020.      |

## Estatística
Temporadas do US Monastir
| Competição                         | N° | Temporadas |
| ---------------------------------- | -- | --- |
| Liga 1                             | 51 | 1961-62, 1962-63, 1963-64, 1966-67, 1967-68, 1968-69, 1969-70, 1970-71, 1971-72, 1972-73, 1976-77, 1977-78, 1980-81, 1981-82, 1982-83, 1983-84, 1984-85, 1985-86, 1986-87, 1987-88, 1988-89, 1989-90, 1990-91, 1991-92, 1992-93, 1993-94, 1998-99, 1999-00, 2000-01, 2001-02, 2002-03, 2003-04, 2004-05, 2005-06, 2006-07, 2007-08, 2008-09, 2009-10, 2011-12, 2012-13, 2013-14, 2014-15, 2017-18, 2018-19, 2019-20, 2020-21, 2021-22, 2022-23, 2023-24, 2024-25, 2025-26. |
| Liga 2                             | 15 | 1959-60, 1960-61, 1964-65, 1965-66, 1973-74, 1974-75, 1975-76, 1978-79, 1979-80, 1994-95, 1996-97, 1997-98, 2010-11, 2015-16, 2016-17. |
| Liga 3                             | 03 | 1957-58, 1958-59, 1995-96. |
| Copa das Confederações da CAF      | 02 | 2020-21, 2022-23. |
| Liga dos Campeões da África        | 03 | 2022-23, 2024-25, 2025-26. |
| Copa dos Campeões de Clubes Árabes | 05 | 2006-07, 2007-08, 2008-09, 2022-23, 2025-26. |

## Treinadores
| - Hassouna Denguezli (1957–58) - Slaïem (1958–59) - Mokhtar Ben Nacef (1959–60) - Rudi Gutendorf (1960–61) - Ahmed Benfoul (1961–62) - Loscey (1962–67) - Ameur Hizem (1967–68) - Mostpha Jouili (1968–70) - Iugoslávia Georgeovic (1970–72) - Hamadi Hnia (1972–73) - Ahmed Chkir (1973–74) - Mostpha Jouili (1974–75) - Kamel Benzarti (1975–76) - Ameur Hizem (1976–78) - Hedhili Ammar, Khmaies Chkir, · Zouhaier Jaafar (1978–79) - Faouzi Benzarti (1979–82) - Schult (1982–83) | - Radu, Ameur Hizem (1983–84) - Abdelhamid Zouba, Lotfi Benzarti (1984–85) - Lotfi Benzarti (1985–87) - Ameur Dhib (1987–88) - Gerhard (1988–89) - Dominique Bathenay, Nouri Besbes, Salah Gdich (1989–90) - Hawner Tchilin (1990–91) - Bouzid Chniti, Ridha El May (1991–92) - Faouzi Benzarti (1992–93) - Ameur Hizem, Lotfi Rhim, Hédi Kouni, Kamel Chebli (1993–94) - Ridha El May, Zouhaier Jaafar (1994–95) - Salah Gdich (1995–96) - Jean-Yves Chay, Youssef Soriati (1996–97) - Lotfi Benzarti (1997–99) - Habib Mejri, Mokhtar Tlili (1999–00) - Ali Fergani (2000–01) | - Faouzi Benzarti (2001–04) - Lotfi Rhim (2004–05) - Faouzi Benzarti (2005–06) - Kais Yaacoubi, Samir Jouili (2006–07) - Tony Hey (June 1, 2007 – Aug 30, 2007) - Lotfi Rhim (2007–08), (July 1, 2008 – June 4, 2009) - Samir Jouili, Henri Depireux (2009–10) - Lotfi Rhim (Dec 16, 2009 – April 16, 2010) - Jalel Kadri, Faycal Ezzidi (2010–11) - Rachid Belhout (July 19, 2011 – Dec 18, 2011) - Dragan Cvetković (Jan 4, 2012 – Sept 30, 2012) - Chiheb Ellili (July 1, 2012 – April 4, 2013) - Lotfi Benzarti (July 10, 2013 – Oct 10, 2013) - Oussama Melliti (interim) (Oct 11, 2013 – Nov 11, 2013) - Faouzi Benzarti (Nov 11, 2013 – Dec 5, 2013) - Mourad Okbi (Dec 7, 2013–) |